# 張炤
张炤（1225年—1288年），字彦明，元朝济南人。
其父张信，以商贾起家，财产称雄于乡。1232年饥荒，出粟赈济，乡人得以活命。张炤初为小吏，中统元年（1260年）升为中书省掾、右司提控案牍。至元八年（1271年），知兖州事。杖逐欺压百姓的奸吏。至元十一年（1274年），担任淮西等路行中书省左右司郎中，阿塔海领军进攻南宋瓜洲、镇江，他主持输送粮储，提供战具。至元十三年（1276年），跟随阿术攻扬州有功，升为扬州路总管府达鲁花赤，商议行中书省事。至元十六年（1279年），改任镇江路总管府达鲁花赤。后因病归乡，购书八万卷，以一万卷送给济南府学，资助教育。至元二十一年（1284年），官至东昌路总管。至元二十五年（1288年）去世，年六十四岁。追封清河郡侯，谥敬惠。其子张用中，官至沂州山场同提举。